# Łabski Szczyt
Łabski Szczyt (czes. Violík lub Labský štít, niem. Veilchenstein lub Veilchenspitze, 1471 m n.p.m.) – szczyt na Głównym Grzbiecie Karkonoszy (wierzchowinie), w zachodniej części Śląskiego Grzbietu, pomiędzy Szrenicą na zachodzie a Śnieżnymi Kotłami na wschodzie. Jest czwartym szczytem w polskiej części Karkonoszy pod względem wysokości, po Śnieżce,
Smogorni i Wielkim Szyszaku.
Zbudowany z granitu karkonoskiego.
Masyw położony jest na obszarze Karkonoskiego Parku Narodowego oraz czeskiego Karkonoskiego Parku Narodowego (czes. Krkonošský národní park, KRNAP).
Przez partie podszczytowe przebiega granica polsko-czeska, natomiast sam wierzchołek leży po jej polskiej stronie. Na jego południowo-zachodnim stoku (czyli po stronie czeskiej) znajdują się Łabska Polana, z której biją źródła Łaby – stąd nazwa. Szczyt znajduje się powyżej Szklarskiej Poręby, skąd prowadzi w jego okolice kilka szlaków turystycznych, na stokach tereny narciarskie. Na szczycie znajduje się kopiec granitowych spękanych skał.
W okolicy Łabskiego Kotła, na północnym stoku, znajduje się schronisko PTTK „Pod Łabskim Szczytem”.
Łabski Szczyt należy do Korony Gór Dolnego Śląska.

## Szlaki turystyczne
- Droga Przyjaźni Polsko-Czeskiej: Szrenica – Przełęcz Karkonoska[6]

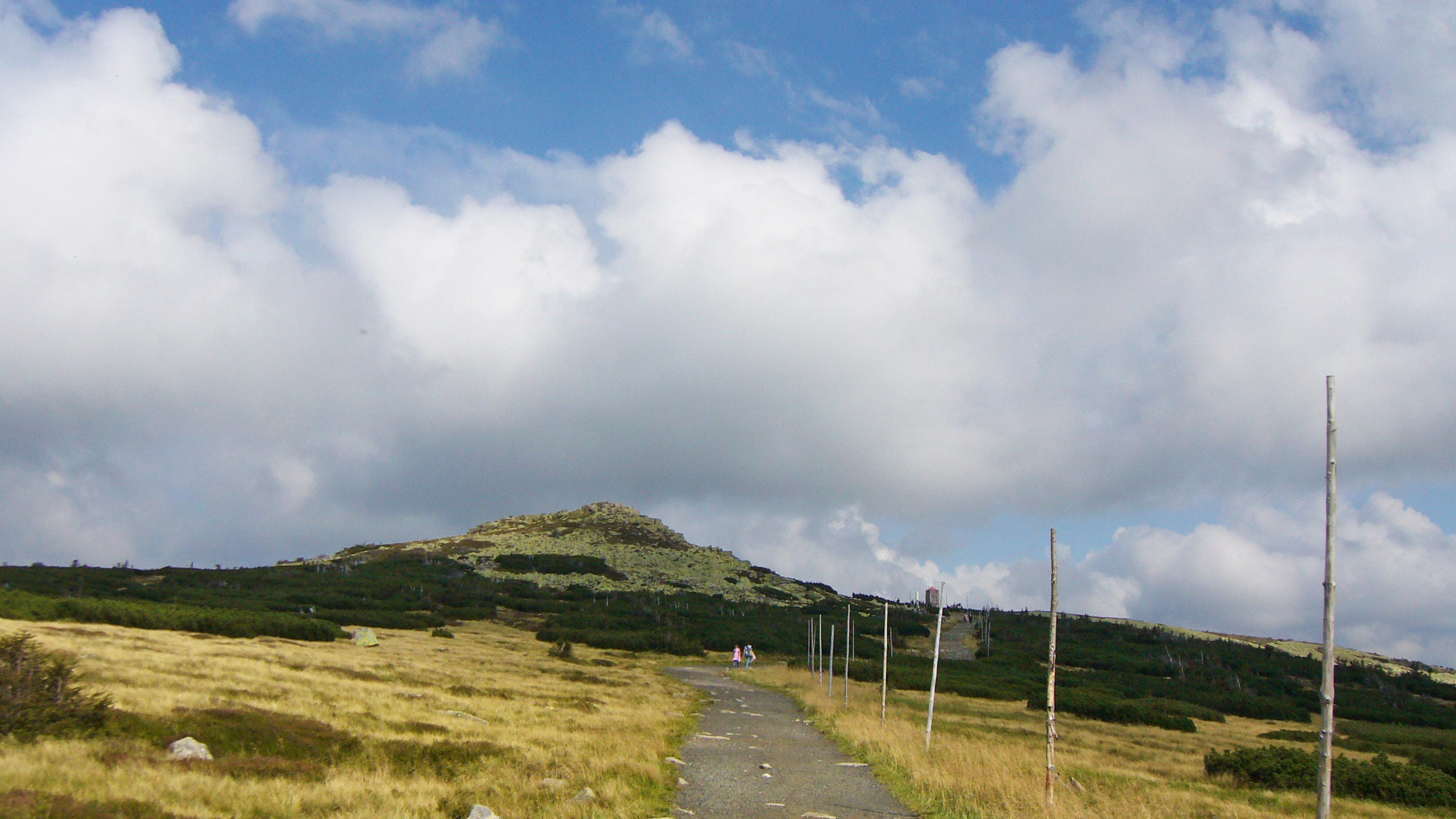
Widok ze ścieżki od źródeł Łaby
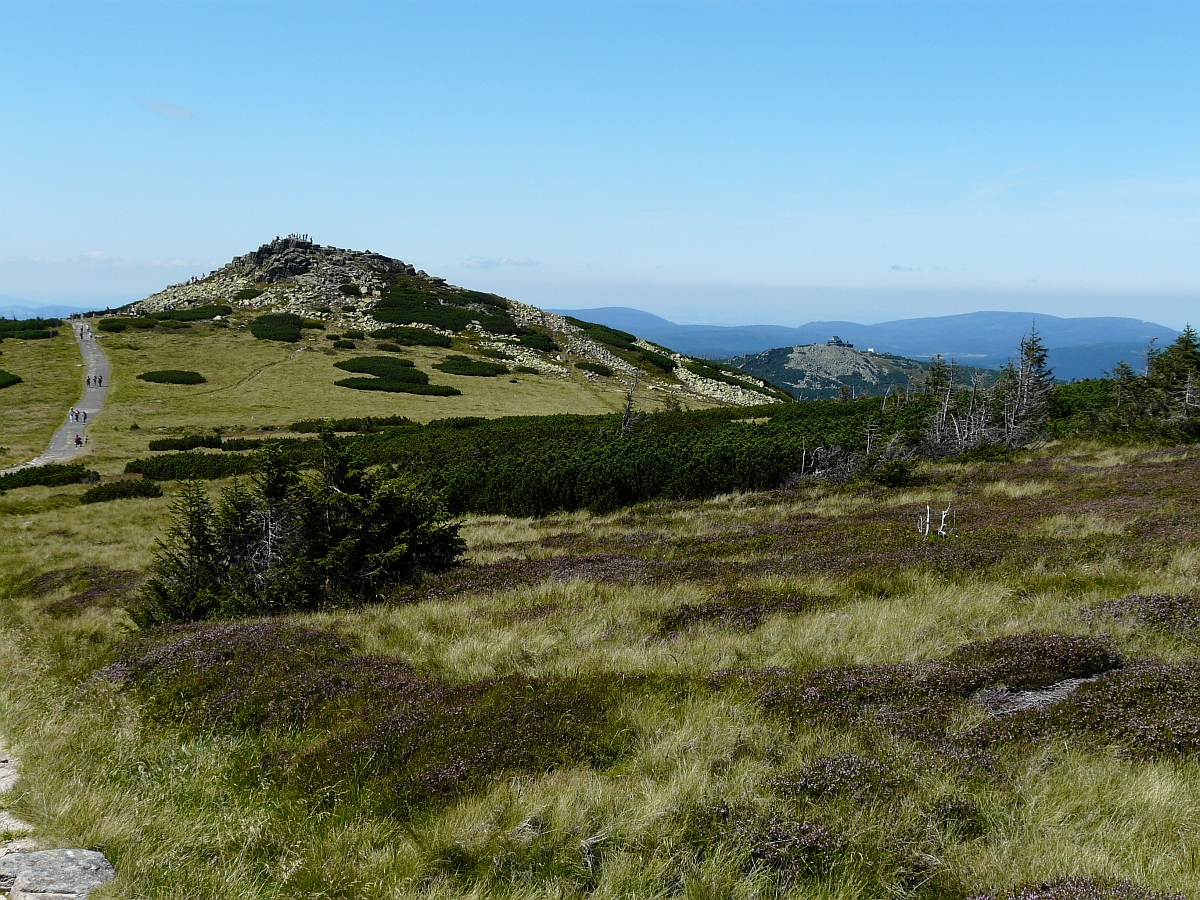
Widok od wschodu
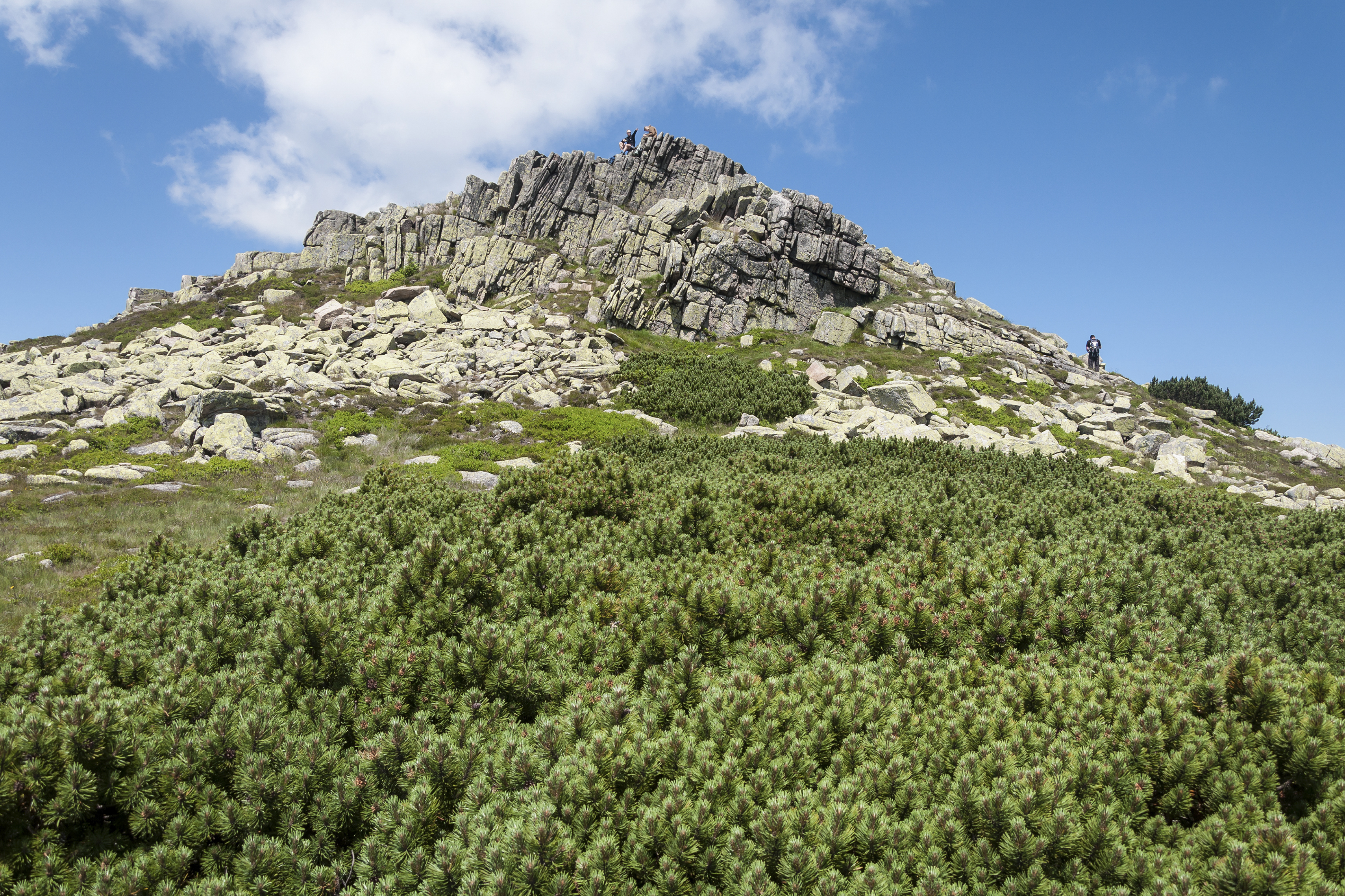
Wierzchołek Łabskiego Szczytu